# Епископ пакрачки Софроније
Софроније Јовановић (Нови Сад, 1714 — Пакрац, 26. децембар 1757) био је српски православни архијереј у Славонији

## Биографија
Јовановић је био Бачванин, родом Новосађанин. Замонашио се и постригао у манастиру Хопову на Фрушкој гори. Достигао је чин јеромонаха архимандрита и годинама је био епископски помоћник владике пакрачког Никифора Стефановића. Стари и болешћу исцрпљени владика Никифор још за живота уступио је своју владичанску столицу Јовановићу. Митрополит Арсеније IV Јовановић Шакабента посветио га је за епископа 23. марта 1743. У Пакрацу је као епископ провео следећих 14 година, 1743—1757. Владика Јовановић је 1751. завео манастирски протокол у којем су унети прецизно историјски записи и историјат манастира Пакре.
Као архијереј није заборавио своју монашку породицу и јавља се ктитором. О свом трошку саградио је изнова из темеља манастирску „кулу” у Хопову. Био је 1752. приложник фрушкогорског манастира Раковца, којем је уделио 140 ф. за две парусије — за себе и свог „духовног оца” почившег владику Никифора Стефановића.
Умро је кир Софроније „епископ пакрачки и славонски” 26. децембра 1757. у својој епископској резиденцији у Пакрацу. Било је то након три месеца боловања, у 44. години живота. Сахрањен је 30. децембра исте године у пакрачком саборном храму Св. Тројице, испод архијерејског престола (трона). „Катедрални храм светотријички” је он саградио.